# Kassi (Viljandi)
Pour les articles homonymes, voir Kassi.
Kassi est un village de la commune de Viljandi du comté de Viljandi en Estonie.
Au 31 décembre 2011, il compte 27 habitants.